# 지방도 제819호선
지방도 제819호선은 전라남도 장흥군 안양면 용곡 교차로와 영암군 금정면 용흥삼거리를 잇는 전라남도의 지방도이다.
본래 노선은 '해남 ~ 송정선'이라 하여 해남군 옥천면 팔산리 이일시마을에서 송정시 송정동까지 이어지는 지방도였으나, 1988년 1월 1일 광산군과 송정시가 광주직할시에 편입됨에 따라 1989년 4월 19일 광산군과 송정시 지역이 지방도 노선 지정에서 해제되고 종점이 나주군 남평면 평산리로 단축되었다.
2003년 3월 27일 노선 상당수 구간이 국가지원지방도 제55호선으로 승격되면서 장흥군 안양면 ~ 강진군 ~ 해남군 옥천면 구간을 새로 연장하고 승격된 영암군 금정면 ~ 나주시 남평읍 구간을 단축하여 지금의 '안양 ~ 금정선'이 되었다.

## 역사
- 1983년 7월 8일 : 도로 확포장공사를 위해 나주군 세지면 오봉리 ~ 봉황면 죽석리 7.23km 구간 도로구역 변경[1]
- 1984년 9월 18일 : 도로 확포장공사를 위해 해남군 옥천면 신죽리(이일시) ~ 광산군 송정읍 송정리 71.557km 구간 도로구역 변경[2]
- 1985년 12월 23일 : 기점을 '해남시 옥천면 신죽리(이일시)', 종점을 '광산군 송정읍 송정리'으로 명시하고 도로개량이 완료된 해남군 옥천면 팔산리 ~ 계곡면 잠두리 12.0km 구간과 영암군 미암면 남산리 ~ 채지리 7.0km 구간, 영암군 학산면 금계리 ~ 영암읍 동무리 14.067km 구간, 나주군 세지면 오봉리 ~ 봉황면 와우리 4.77km 구간, 나주군 산포면 산제리 ~ 남평면 광이리 10.96km 구간, 나주군 남평면 평상리 1.43km 구간, 광산군 대촌면 칠석리 ~ 서창면 벽진리 10.36km 구간 도로예정지 해제[3]
- 1986년 3월 18일 : 도로 확포장공사를 위해 영암군 영암읍 동무리 ~ 금정면 용흥리 10.486km 구간 도로구역 변경[4]
- 1987년 1월 22일 : 해남군 옥천면 팔산리 ~ 광산군 서창면 벽진리 72.557km 구간 도로예정지 해제[5]
- 1989년 4월 19일 : 광산군과 송정시의 광주직할시 편입으로 인해 종점이 송정시 송정동에서 나주시 남평면 평산리로 노선 단축. 이에 따라 노선명이 '해남 ~ 송정선'에서 '해남 ~ 남평선'으로 변경되고 총 연장이 82.867km에서 67.347km로 감소함.[6]
- 1993년 1월 6일 : 1993년 4월까지 월곡 도로(영암군 군서면 월곡리, 영암군 서호면 화송리) 개량공사를 위해 총 378m 구간 도로구역 변경[7]
- 1993년 7월 19일 : 1994년 4월까지 남평우회도로(나주군 남평면 남평리 ~ 교원리) 개설공사를 위해 1.437km 구간 도로구역 변경[8]
- 1994년 6월 13일 : 1995년 4월까지 맹진교(해남군 마산면 맹진리) 개축공사를 위해 420m 구간 도로구역 변경[9]
- 1995년 12월 8일 : 기존 지방도 노선을 폐지하고 기점을 '해남군 옥천면 신계리', 종점을 '화순군 화순읍 앵남리'로 하여 82.5km 구간을 지방도 제819호선 '이일시 ~ 앵남선'으로 새로 지정[10]
- 1996년 8월 5일 : 1999년 6월까지 영암 ~ 독천간 도로(영암군 영암읍 춘양리 ~ 학산면 근계리) 확포장공사를 위해 15.1km 구간을 15.99km로 도로구역 변경[11]
- 1997년 8월 20일 : 1998년 7월까지 용두교(영암군 금정면 용흥리 ~ 아천리) 개수공사를 위해 244m 구간 도로구역 변경[12]
- 1998년 5월 30일 : 1999년 2월까지 여운사지구(영암군 덕진면 노송리) 개량공사를 위해 300m 구간을 240m로 도로구역 변경[13]
- 2000년 10월 5일 : 영암 ~ 독천간 도로 공사기간을 2005년 6월까지로 연기[14]
- 2000년 10월 17일 : 2000년 9월까지 미암면 우회도로(영암군 미암면 춘동리) 우회도로 건설로 인해 기존 760m 구간을 817m로 도로구역 변경[15]
- 2002년 7월 27일 : 2003년 12월까지 가학교(해남군 계곡면 가학리 ~ 사정리) 개축공사를 위해 700m 구간 도로구역 변경[16]
- 2003년 3월 27일 : 기존 지방도 노선인 이일시 ~ 앵남선을 폐지하고 기점을 '장흥군 안양면 사촌리', 종점을 '영암군 금정면 용흥리'로 하여 110.8km 구간을 지방도 제819호선 '안양 ~ 금정선'으로 새로 지정[17]
- 2004년 6월 5일 : 가학교 개축공사 기간을 2005년 2월까지로 연기[18]
- 2006년 1월 5일 : 영암 ~ 독천간 도로 공사기간을 2008년 12월까지로 연기[19]
- 2006년 3월 20일 : 회룡지구(강진군 도암면 강정리, 강진군 도암면 용흥리) 개량공사를 위해 총 420m 구간 도로구역 변경[20]
- 2006년 10월 13일 : 2010년 12월까지 덕산 ~ 대리간 도로(장흥군 회진면 덕산리 ~ 대리) 확포장공사를 위해 3.03km 구간 도로구역 변경[21]
- 2010년 4월 27일 : 2012년 3월까지 영암 대내지구(영암군 영암읍 대신리 ~ 덕진면 노송리) 개량공사를 위해 900m 구간 도로구역 변경[22]
- 2010년 7월 13일 : 2011년 6월까지 영암 무산지구(영암군 미암면 남산리) 개량공사를 위해 380m 구간 도로구역 변경[23]
- 2011년 7월 13일 : 영암 대내지구 개량공사 기간을 2012년 7월까지로 연기[24]
- 2011년 9월 27일 : 2016년 10월까지 남포 ~ 장재간 도로(장흥군 용산면 상발리 ~ 안양면 사촌리) 확포장공사를 위해 3.16km 구간 도로구역 변경[25]
- 2011년 11월 25일 : 2014년 6월까지 대신교(영암군 영암읍 역리 ~ 대신리) 개축공사를 위해 1.064km 구간 도로구역 변경[26]
- 2012년 4월 27일 : 2015년 4월까지 여운재(영암군 덕진면 노송리 ~ 금정면 연보리) 개량공사를 위해 2.606km 구간 도로구역 변경[27]
- 2013년 6월 5일 : 2015년까지 남산교(영암군 미암면 남산리) 개축공사를 위해 302.4m 구간 도로구역 변경[28]
- 2014년 4월 3일 : 대신교 개축공사 기간을 2014년 12월까지로 연기[29]
- 2015년 1월 22일 : 대신교(영암군 영암읍 역리 ~ 대신리) 1.06km 구간 개통[30]
- 2016년 8월 31일 : 여운재(영암군 덕진면 노송리 ~ 연보리) 2.61km 구간 개량 개통, 기존 1.3km 구간 폐지[31]

## 주요 경유지
- 장흥군
  - 안양면 용곡 교차로 - 수문삼거리 - 수문리조트 - 수문사거리 - 장재교 - 사촌리 - 장재도 - (미개통 구간)
  - 용산면 (미개통 구간) - 정남진항 - 산정삼거리 - 상발보건진료소 - 상발리
  - 관산읍 죽청리 - 죽청배수장 - 고마삼거리 - 고마리 - 관산제방 - 신동리 - 삼산방조제 - 삼산배수갑문 - 정남진전망대 - 정남진방조제
  - 회진면 정남진방조제 - 신상리 - 명덕초등학교 - 대리 - 덕산리 - 덕산삼거리 - 회진항 - 회진시외버스터미널 - 회진리
  - 대덕읍 연지 교차로 - 연정리 - 대덕중학교 - 연정삼거리 - 신월대교 - 대덕시외터미널 - 대덕초등학교 - 대덕읍 행정복지센터 - 신월리 - 기잿재삼거리 - 기잿재
- 강진군
  - 대구면 기잿재 - 계율리 - 계치교 - 강진 사당리 푸조나무 - 수동교 북단 - 미산삼거리 - 강진도예학교 - 가우도 출렁다리
  - 도암면 가우도 출렁다리 - (미개통 구간) - 망호선착장 - 신기리 - 항촌리 - 항촌1교 - 도암면소재지 교차로 - 항촌2교 - 도암면항촌리 교차로 - 도암면석문리 교차로 - 석문2교 - 석문1교 - 계라리 - 계라 교차로 - 동령삼거리 - 지석리 - 강정저수지 - 강정리
- 해남군
  - 계곡면 황죽리 - 신평교 - 신평리 - 해원교
  - 옥천면 월평리 - 옥천면월평리 교차로 - 팔산리 - 옥천면신죽리 교차로 - 신흥교 - 팔산리 - 팔산교 - 내동교 - 신계리
  - 마산면 송석리 - 마산면맹진리 교차로 - 맹진교 - 맹진리
  - 계곡면 계곡면둔주리 교차로 - 둔주교 - 계곡면덕정리 교차로 - 덕정리 - 방금교 - 여수리 - 사정리 - 가학교 - 가학리 - 잠두교 - 잠두리
- 영암군
  - 미암면 남산리 - 남산교 - 춘동교 - 춘동리 - 채지리 - 미암면선황리 교차로 - 채지삼거리 - 학산 교차로 - 계읍천교
  - 학산면 계읍천교 - 계천교 - 금계 교차로 - 금계리
  - 서호면 송정 교차로 - 화송리 - 화송 교차로 - 몽해교 - 용산 교차로 - 몽해리
  - 학산면 용산리
  - 군서면 서구림리 - 서구림교 - 서호정교 - 신흥 교차로 - 평리교 - 성양 교차로 - 월곡교 - 호동교 - 월곡리
  - 영암읍 주암 교차로 - 송평리 - 녹암교 - 회문 교차로 - 회의춘교 - 교동리 - 영암실내체육관 - 남풍리 - (회전 교차로) - 영암읍 행정복지센터 - 동무리 - 역리사거리 - 영암공설운동장 - 영암 나들목 - 대신교 - 대신삼거리 - 대신리
  - 덕진면 노송리 - 장암교 - 월출산 나들목 - 덕진면노송리 교차로 - 여운재
  - 금정면 여운재 - 연보리 - 아천리 - 용두교 - 용흥삼거리

## 중복 구간
- 강진군 대구면 수동교 북단 ~ 강진도예학교 : 국도 제23호선과 중복
- 강진군 도암면 도암면소재지 교차로 ~ 계라 교차로 : 국가지원지방도 제55호선과 중복
- 강진군 도암면 계라 교차로 ~ 동령삼거리 : 국도 제18호선과 중복
- 영암군 미암면 채지삼거리 ~ 학산 교차로 : 국도 제2호선과 중복
- 영암군 군서면 성양 교차로 ~ 영암읍 회문 교차로 : 지방도 제821호선과 중복

## 도로명
- 장흥군 안양면 용곡 교차로 ~ 수문사거리 : 수문용곡로
- 장흥군 안양면 수문사거리 ~ 사촌리 : 한승원산책길
- 장흥군 안양면 사촌리 ~ 장재도 : 사촌큰길
- 장흥군 용산면 정남진항 ~ 산정삼거리 : 접정남포로
- 장흥군 용산면 산정삼거리 ~ 상발리 : 죽교상하발로
- 장흥군 용산면 상발리 ~ 관산읍 죽청배수장 : 정남진해안로
- 장흥군 관산읍 죽청배수장 ~ 고마리 : 고마장환길
- 장흥군 관산읍 고마리 ~ 회진면 정남진방조제 : 정남진해안로
- 장흥군 회진면 정남진방조제 ~ 대덕읍 연정리 : 회진로
- 장흥군 대덕읍 연정리 ~ 강진군 대구면 수동교 북단 : 대대로
- 강진군 대구면 수동교 북단 ~ 강진도예학교 : 청자로
- 강진군 대구면 강진도예학교 ~ 도암면 가우도 : 중저길
- 강진군 도암면 망호선착장 ~ 도암면소재지 교차로 : 월곶로
- 강진군 도암면 도암면소재지 교차로 ~ 계라 교차로 : 백도로
- 강진군 도암면 계라 교차로 ~ 동령삼거리 : 해강로
- 강진군 도암면 동령삼거리 ~ 해남군 옥천면 옥천면신죽리 교차로 : 지석로
- 해남군 옥천면 옥천면신죽리 교차로 ~ 팔산리 : 해남로
- 해남군 옥천면 팔산리 ~ 영암군 미암면 채지삼거리 : 흑석로
- 영암군 미암면 채지삼거리 ~ 학산 교차로 : 녹색로
- 영암군 미암면 학산 교차로 ~ 영암읍 (회전 교차로) : 영암로
- 영암군 영암읍 (회전 교차로) ~ 역리사거리 : 낭주로
- 영암군 영암읍 역리사거리 ~ 금정면 용흥삼거리 : 여운재로

## 특이 사항
- 강진군 대구면 저두리와 도암면 가우도를 연결하는 출렁다리는 차량이 통행할 수 없어, 강진만을 차량으로 횡단할 수 없다..